# ハイチ大学
1980年代のハイチにおいて最も重要な高等教育機関はハイチ国家大学（フランス語：Université d'État d'Haïti）だった。同大学の起源は1820年代に設立された医学と法学の単科大学にまで遡る。1942年に複数の学部がハイチ大学に統合された。1960年の学生によるストライキの後、フランソワ・デュヴァリエ政権は大学を固く政府の支配下に置き、ハイチ国家大学と改称した。政府は1986年に元の名前を復古した。
ハイチ大学はポルトープランスに所在している。